# تشخیص نیاز برای تضمین حداقلی درآمد
تشخیص نیاز برای تضمین حداقلی درآمد (BMS) یک مزایای اجتماعی برای افراد نیازمند در اتریش است که در ۱ سپتامبر ۲۰۱۰ به مرحله اجرا درآمد. این کمک‌های اجتماعی تا کنون بسته به ایالت، متفاوت و بر حسب قوانین به صورت حمایت اجتماعی جایگزین شده‌اند. این شامل یک سود نقدی و یک بیمه بهداشتی رایگان می‌باشد. از سال ۲۰۱۸ این حداقل امنیت درآمد برای افراد مجرد حداقل ماهی حداقل ۸۳۸ یورو است. افرادی که به‌صورت جمعی یا خانوادگی زندگی می‌کنند، ۱٫۵ برابر مبلغی برابر با ۱٫۲۴۱٫۷۴ یورو را دریافت می‌کنند. حداقل درآمد نیازهای احتمالی باید با پیوستن به قانون اصل رفاه اجتماعی در ۱ آوریل ۲۰۱۹ بازبینی گردد.

## ذی‌نفع‌ها
ذینفع‌ها افراد زیر هستند:
- شهروندان اتریشی
- شهروندان اتحادیه اروپا یا به عبارتی شهروندان EWR که در اتریش مشغول به کار هستند یا بیش از پنج سال در اتریش زندگی می‌کنند.
- اتباع کشورهای ثالث که در حال حاضر بیش از پنج سال است که به‌طور قانونی در اتریش زندگی می‌کنند و یا
- پناهنده‌های به رسمیت شناخته شده یا افرادی که به‌طور موجهی نیاز به داشتن حق حمایت یا حفاظت هستند.[۲] این حقوق محافظتی در ایالت‌های سالزبورگ، بورگرلند و اشتایرمارک وجود دارد اما با توجه کمیساریای عالی سازمان ملل متحد برای پناهندگان امکان‌پذیر نیست که تضمین این حداقل درآمد را درخواست کنند.[۳] از ماه فوریه سال ۲۰۱۶، اتریش سفلی هم حق دریافت حداقل بهره از حق حمایت را لغو کرده‌است.

## اعداد و تحولات
در اواسط سال ۲۰۱۴، تعداد گیرندگان حداقل درآمد در اتریش ۲۳۸٬۰۰۰ بود. تا سال ۲۰۱۶، این تعداد به ۳۲۴٬۱۵۵ افزایش یافته‌است. تقریباً ۶۰٪ از دریافت کنندگان حداقل درآمد در وین زندگی می‌کردند. پس از تشدید دسترسی به حداقل درآمد محافظت در سال ۲۰۱۶ در اتریش علیا و سفلی، بار بر بودجه شهر وین به‌طور قابل توجهی افزایش یافت، چرا که سیاست به مقررات سال ۲۰۱۵ پیوستند. شمار افراد ذی‌نفع از سال ۲۰۱۵ تا سال ۲۰۱۶ به میزان ۴۰ درصد افزایش یافته‌است، به ویژه در میان افرادی که رسماً به عنوان پناهنده شناخته شده‌اند. در سال ۲۰۱۶، ۴۸٫۵ درصد از دریافت کنندگان خارجی بودند. ۲۲ درصد از دریافت کنندگان پناهنده و ذی‌نفع متعلق به آن هستند.
| در هر ماه                                                          | مقدار      |
| ------------------------------------------------------------------ | ---------- |
| افراد مجرد                                                         | € ۸۲۷٫۸۲   |
| افراد متأهل                                                        | € ۱٬۲۴۱٫۷۴ |
| برای کودکان زیر سن قانونی که حق دریافت کمک هزینه خانواده را دارند. | € ۱۴۹٫۰۱   |
| برای هر فرد بالغ و مستحق                                           | € ۴۱۳٬۹۱   |
| برای افرادی که در یک آپارتمان مشترک زندگی می‌کنند.                  | € ۶۲۰٬۸۱   |